# Straßenbahn Messina
Die Straßenbahn Messina besteht aus einer Linie, die in der italienischen Stadt Messina in Nord-Süd-Richtung verläuft.

## Geschichte
In den Jahren 1917 bis 1951 gab es in der Stadt bereits ein Straßenbahnnetz. Nach einer mehr als 50-jährigen Pause wurde am 3. April 2003 die moderne Straßenbahn Messina eröffnet. Vorangegangen war eine lange Planungs- und Bauzeit.
Die Endstation Gazzi wurde erst später in Betrieb genommen; zunächst endeten die Bahnen an der Haltestelle Bonino. Die Straßenbahn ersetzte die frühere Buslinie 28 auf gleichem Linienweg und behielt auch deren Liniennummer.
Am 15. September 2018 kündigte der Bürgermeister der Stadt an, die Straßenbahn aufgrund geringen Fahrgastaufkommens im Juni 2019 stillzulegen. Diese Stilllegung wurde durch die im April 2019 angekündigte Investition von 100 Millionen Euro durch das italienische Staatsministerium für Verkehr und Infrastruktur abgewendet. Die bereitgestellten Mittel sollen für eine Verlängerung in Richtung Norden sowie für weitere Verbesserungen an Infrastruktur und Fahrzeugen genutzt werden.

## Fahrzeuge

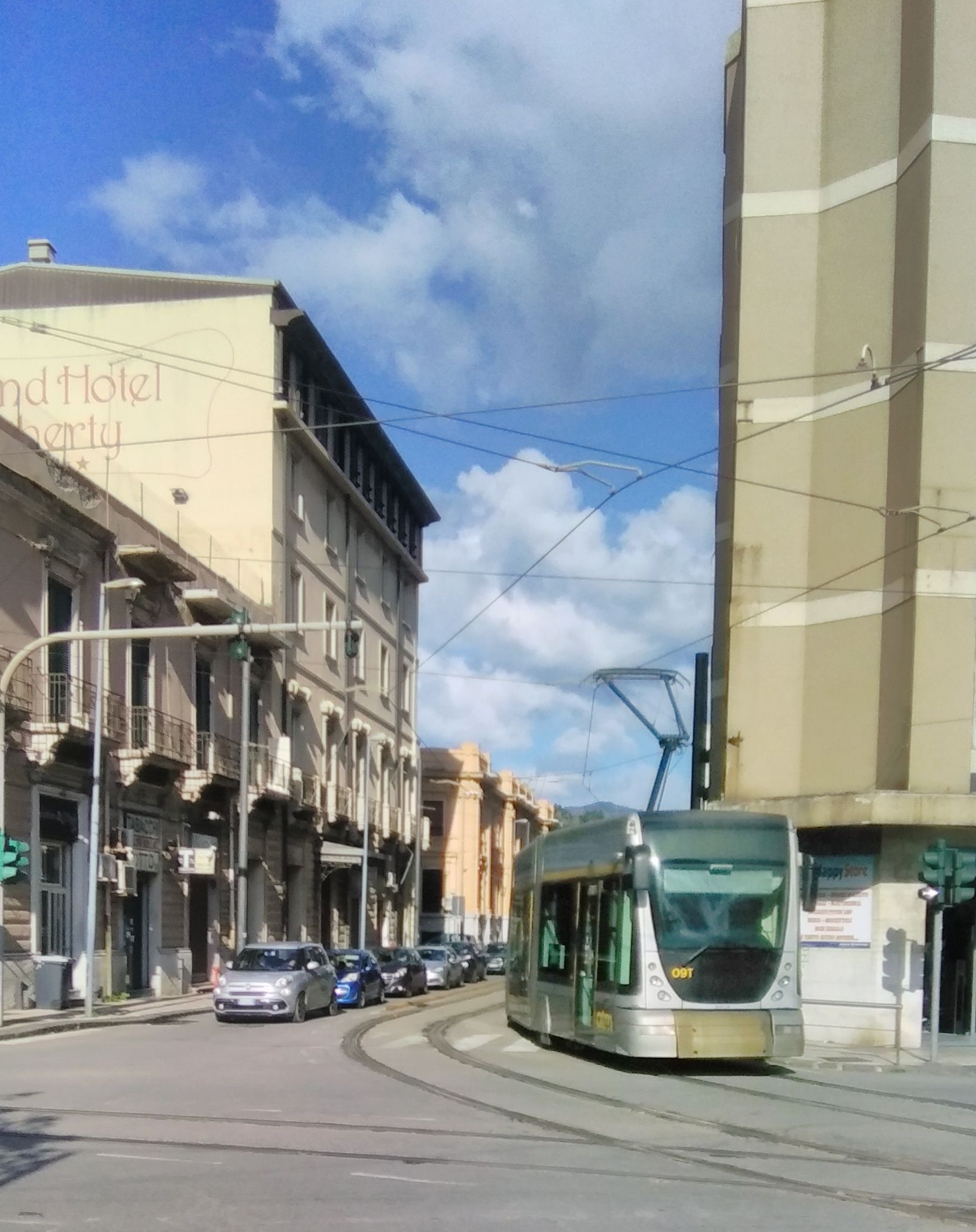
Straßenbahn des Typs Alstom Cityway in Messina (2021)

Der Wagenpark umfasst 15 moderne Niederflur‐Gelenktriebwagen aus fünf Elementen des Typs Alstom Cityway. In Ermangelung einer funktionierenden Werkstatt war 2018 ein großer Teil der Fahrzeuge schrottreif abgestellt. Von Januar 2022 bis Mai 2024 wurden sechs Fahrzeuge instand gesetzt, wofür allerdings Ersatzteile aus den anderen Wagen entnommen wurden. Verbunden mit der Instandsetzung ist auch eine Veränderung des Farbschemas von metallgrau/hellbraun zu dunkelgrau/rot.

## Linienweg
| \| \| \| Gazzi \| \| \| \| Bonino \| \| \| \| Betriebshof \| \| \| \| Provinciale \| \| \| \| Villa Dante \| \| \| \| Provveditorato \| \| \| \| Trieste \| \| \| \| Camiciotti \| \| \| \| Cairoli \| \| \| \| Repubblica Bahnhof Messina Centrale \| \| \| \| Dogana \| \| \| \| Municipio \| \| \| \| Canottieri \| \| \| \| Alighieri \| \| \| \| Trapani \| \| \| \| Pola \| \| \| \| Brasile \| \| \| \| Ringo \| \| \| \| Annunziata \| |  |                                     |                                     |
| U-Bahn-Kopfbahnhof Streckenanfang |  | Gazzi                               | Gazzi                               |
| U-Bahn-Haltepunkt / Haltestelle |  | Bonino                              | Bonino                              |
| U-Bahn-Abzweig geradeaus und von links |  | Betriebshof                         | Betriebshof                         |
| U-Bahn-Haltepunkt / Haltestelle |  | Provinciale                         | Provinciale                         |
| U-Bahn-Haltepunkt / Haltestelle |  | Villa Dante                         | Villa Dante                         |
| U-Bahn-Haltepunkt / Haltestelle |  | Provveditorato                      | Provveditorato                      |
| U-Bahn-Haltepunkt / Haltestelle |  | Trieste                             | Trieste                             |
| U-Bahn-Haltepunkt / Haltestelle |  | Camiciotti                          | Camiciotti                          |
| U-Bahn-Haltepunkt / Haltestelle |  | Cairoli                             | Cairoli                             |
| U-Bahn-Haltepunkt / Haltestelle |  | Repubblica Bahnhof Messina Centrale | Repubblica Bahnhof Messina Centrale |
| U-Bahn-Haltepunkt / Haltestelle |  | Dogana                              | Dogana                              |
| U-Bahn-Haltepunkt / Haltestelle |  | Municipio                           | Municipio                           |
| U-Bahn-Haltepunkt / Haltestelle |  | Canottieri                          | Canottieri                          |
| U-Bahn-Haltepunkt / Haltestelle |  | Alighieri                           | Alighieri                           |
| U-Bahn-Haltepunkt / Haltestelle |  | Trapani                             | Trapani                             |
| U-Bahn-Haltepunkt / Haltestelle |  | Pola                                | Pola                                |
| U-Bahn-Haltepunkt / Haltestelle |  | Brasile                             | Brasile                             |
| U-Bahn-Haltepunkt / Haltestelle |  | Ringo                               | Ringo                               |
| U-Bahn-Kopfbahnhof Streckenende |  | Annunziata                          | Annunziata                          |

Der Linienweg der Straßenbahn ist in Nord-Süd-Richtung orientiert, parallel zur Küste und teilweise zur Eisenbahn nach Catania. Die Straßenbahn bedient die zentralen Gebiete der Stadt. Sie besitzt 18 Haltestellen und erreicht unter anderem das Poliklinikum, die Endstellen der südlichen Buslinien (an der Endstelle Gazzi) und den Friedhof. Außerdem kreuzt sie die zentrale Straße Viale San Martino und die Piazza Cairoli.
Die Straßenbahn verläuft auf eigenem Gleiskörper und hat eine Streckenlänge von 7,7 km.